# Gomphocarpus fruticosus
Gomphocarpus fruticosus is een plantensoort uit de maagdenpalmfamilie (Apocynaceae). De plant draagt ronde tot eironde, geelgroene blaasvruchten met zachte stekels en een spits, snavelvormig uiteinde. Het zaad heeft zijdeachtige pluizen die, net als kapok, voor het vullen van kussens worden gebruikt. Op het eerste gezicht lijkt de plant op een oleander, die ook tot de maagdenpalmfamilie behoort en eveneens lange smalle, leerachtige bladeren heeft.
Alle vegetatieve delen van de plant bevatten een giftig melksap.
De plant werd in 1753 door Linnaeus in Species plantarum vermeld onder de naam Asclepias fruticosa. De botanische naam Asclepias is de Latijnse naam van het belangrijkste geslacht der zijdeplanten, genoemd naar Asklepios, de Griekse god van de geneeskunst. De soortaanduiding fruticosus is afkomstig van het Latijnse 'frutex' (struik, heester) en verwijst naar de houtige stengels. In 1811 werd de plant door William Townsend Aiton onder het geslacht Gomphocarpus ingedeeld. De botanische naam Gomphocarpus (Grieks: gomphos, spijker; karpos, vrucht) verwijst naar de (zachte) stekels op de vruchten.
Gomphocarpus fruticosus is als pioniersoort vaak te vinden op braakliggende grond, bijvoorbeeld rivierbanken, afgebrande gebieden en weg- of spoorwegbermen.
Het oorspronkelijke verspreidingsgebied van Gomphocarpus fruticosus is zuidelijk en oostelijk Afrika en het Arabisch Schiereiland.
Later heeft ze zich ingeburgerd in Australië, Nieuw-Zeeland, Californië, het Middellandse Zeegebied en andere gebieden met een gematigd klimaat.

## Beschrijving

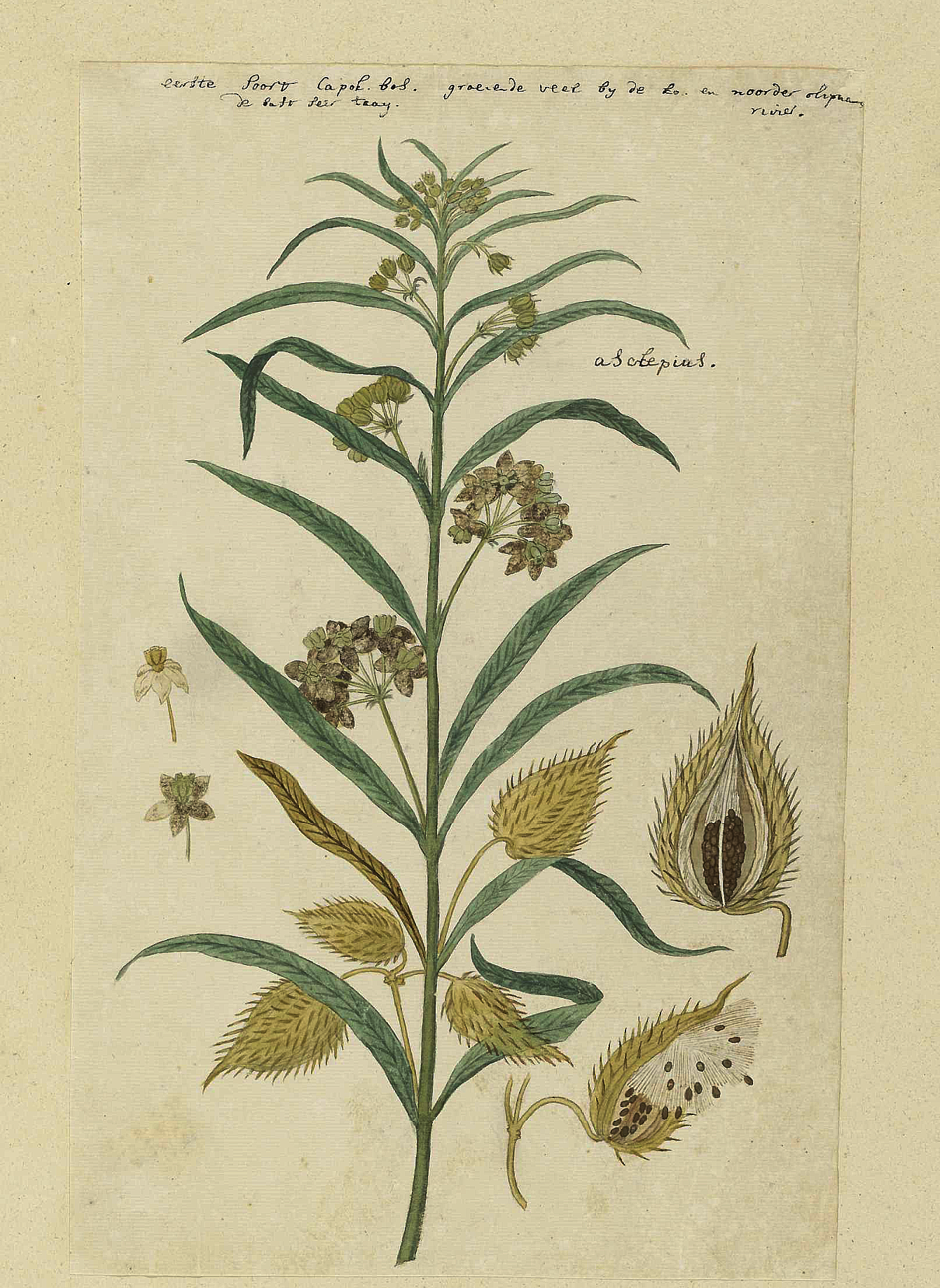
Botanische tekening door Robert Jacob Gordon (1778-1789)

Gomphocarpus fruticosus is een aan de basis veelvertakte, verhoutende struik die in alle vegetatieve delen wit melksap bevat. Het melksap (de latex) bevat hartglycosiden van het cardenolide-type, waardoor de bladeren en de bast giftig zijn voor planteneters zoals schapen, runderen en paarden. De struik wordt gewoonlijk 0,5 tot 1,5 meter (maximaal 2 meter) hoog en vormt een penwortel. De lijn-lancetvormige, scherp gepunte, leerachtige bladeren zijn 4 tot 12 cm lang en 0,3 tot 0,8 cm breed. De bladrand is gaaf. De bladeren hebben een zeer korte bladsteel met een lengte van slechts 1 tot 10 mm. De rangschikking van de bladeren langs de stengel is tegenoverstaand.
Gomphocarpus fruticosus bloeit schermvormig op 1,5-3 (max. 4) cm lange stelen, die buiten de oksels (extra-axillar) van de bovenste bladeren staan. 
Het omwindsel is veelbladig en de 4-7 (max. 12) bloempjes staan knikkend op tot 2,5 cm lange, gebogen steeltjes.
De tweeslachtige bloem is draaisymmetrisch en vijftallig. De vijf lichtgroene kelkblaadjes zijn lancetvormig of puntig driehoekig en 2–5 mm lang en 0,6-1,3 mm breed. Aan de buitenkant zijn ze behaard en aan de binnenkant kaal. De vijf teruggeslagen, witte kroonbladen zijn eivormig met een puntig uiteinde en 5–8 mm lang en 3–5 mm breed. Aan de buitenkant zijn ze kaal en aan de binnenkant met papillen bedekt.
Aan de rand zijn ze bezet met fijne witte haartjes (wimpers). Voor de kroonbladeren bevindt zich een bijkroon (corona), die is opgebouwd uit een korte zuil en vijf zakvormige segmenten. De zuil is paars en de segmenten zijn wit tot ivoorkleurig.
De segmenten zijn van opzij gezien rechthoekig, 2–4 mm lang en 1,5–3 mm breed.
Ze hebben twee inwaarts gekromde tanden.
De min of meer sterk opgeblazen, ronde tot eivormige kokervruchten staan rechtop op een gekromde stengel en hebben een diameter van 2 tot 4 cm. De vrucht eindigt vrij abrupt in een korte, snavelvormige punt. De vrucht is aan de oppervlakte bezaaid met zachte stekels. Bij rijpheid klappen de vruchten aan één kant open. De zaden zijn eivormig met een concave en een convexe zijde en zijn ongeveer 3,5 tot 5 mm lang. Op de buitenkant zitten wratachtige bultjes. De zaden dragen ongeveer 3 cm lange, witte, zijdeachtige haren waarmee ze door de wind verspreid worden.

## Ecologie
Gomphocarpus fruticosus is in het oorsprongsgebied (Afrika en het Arabisch Schiereiland) een van de waardplanten voor de rupsen van de kleine monarchvlinder (Danaus chrysippus). Ook in het Middellandse Zeegebied, bijvoorbeeld in Griekenland en op de Balearen, is ze een waardplant van de kleine monarchvlinder, die met de plant zijn verspreidingsgebied aanzienlijk naar het noorden heeft kunnen uitbreiden. In Australië, waar Gomphocarpus fruticosus tegenwoordig eveneens wijdverbreid is, is ze een waardplant van de monarchvlinder (Danaus plexippus), die daar echter pas in de jaren 1870 is geïmmigreerd. Op de Azoren is de soort, die hier slechts sporadisch voorkomt, de enige waardplant van de monarchvlinder.

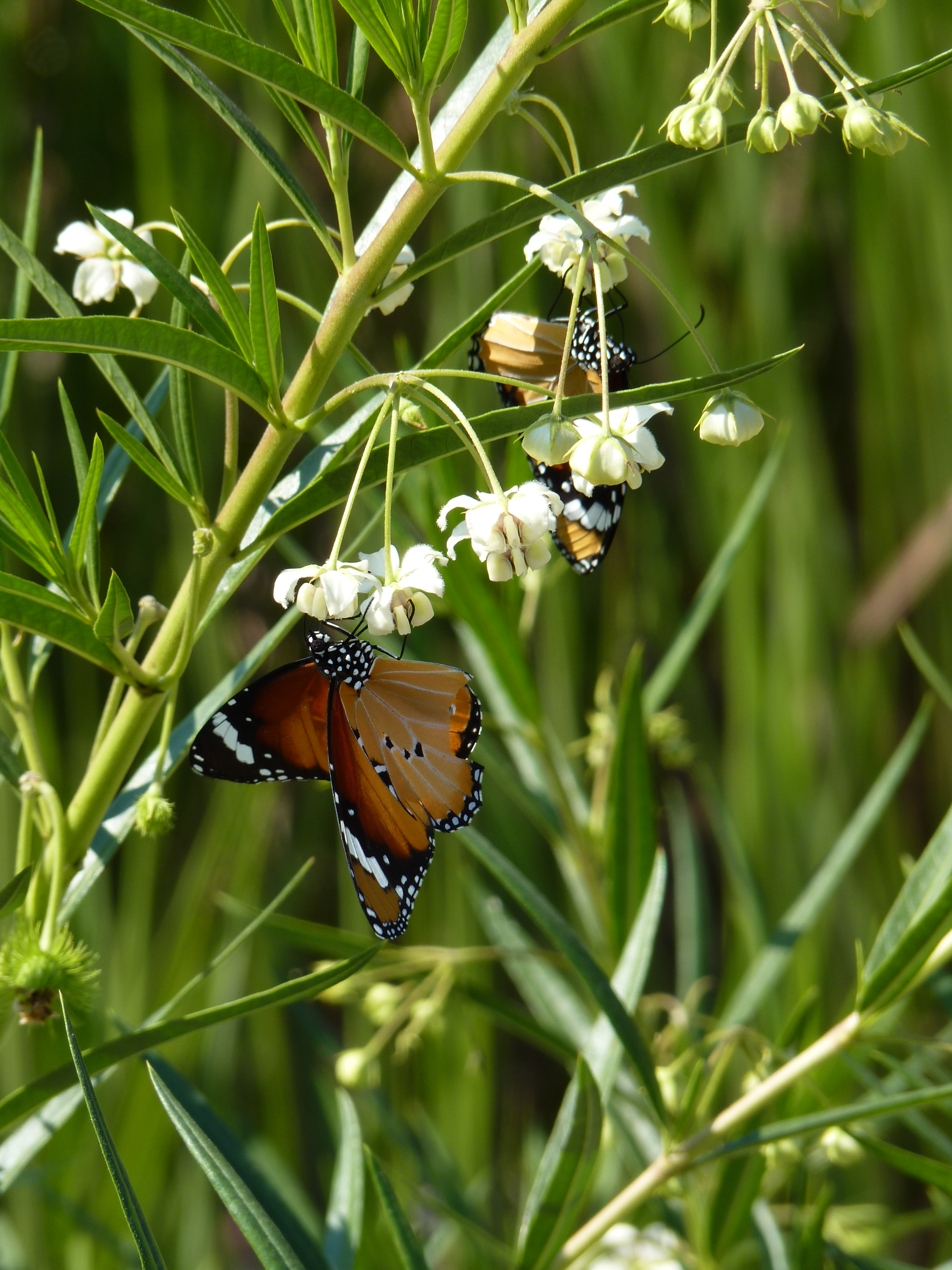
Gomphocarpus fruticosus met een kleine monarchvlinder
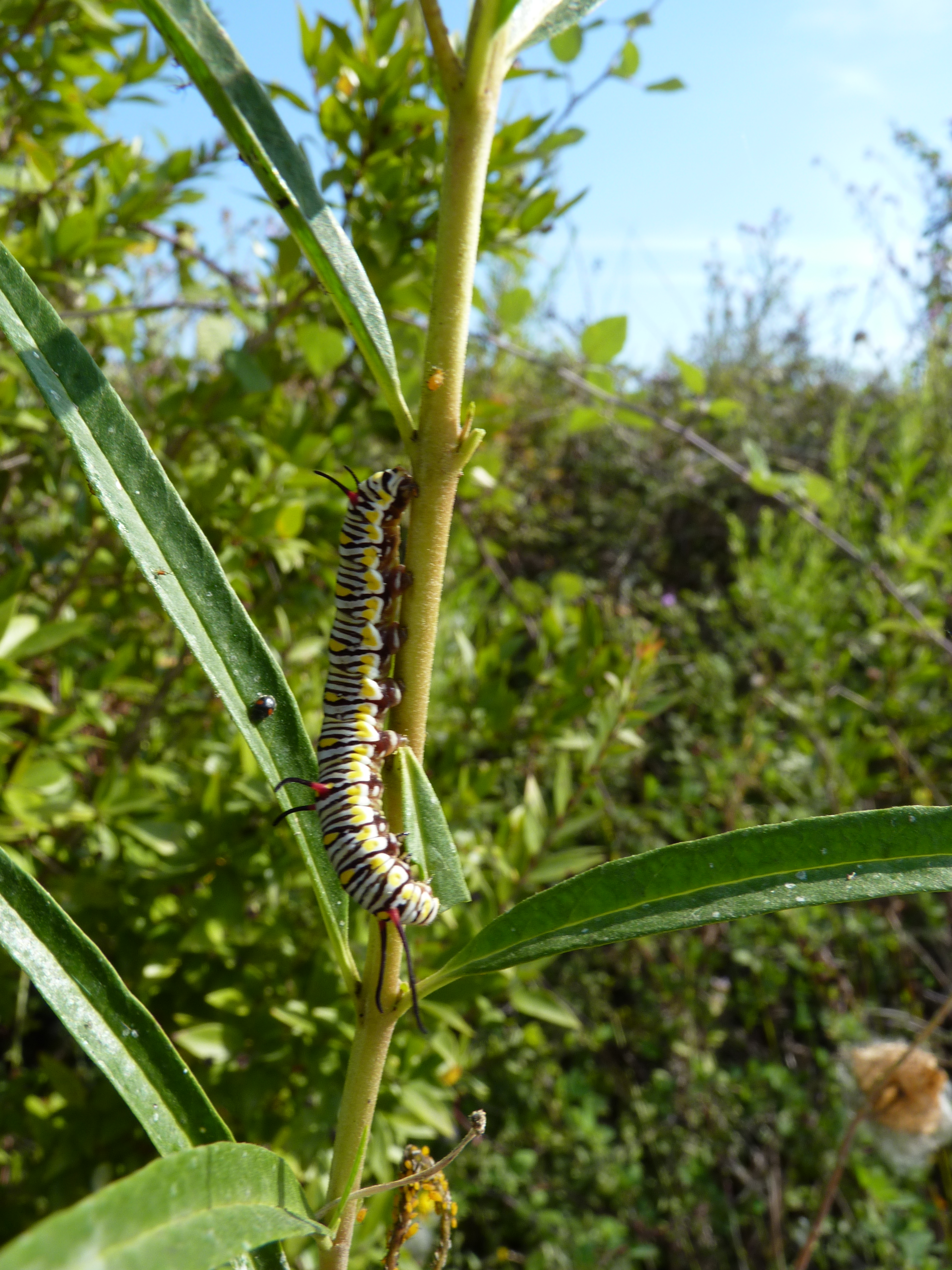
Gomphocarpus fruticosus met een rups van de kleine monarchvlinder

## Namen in andere talen
- Afrikaans: Melkbos, wilde kapok, tontelbos
- Duits: Baumwoll-Seidenpflanze, Schwanenpflanze
- Engels:  African milkweed, tennis ball milkweed, wild cotton, swan plant
- Frans: Arghel

De plant heeft geen Nederlandse naam.

## Afbeeldingen

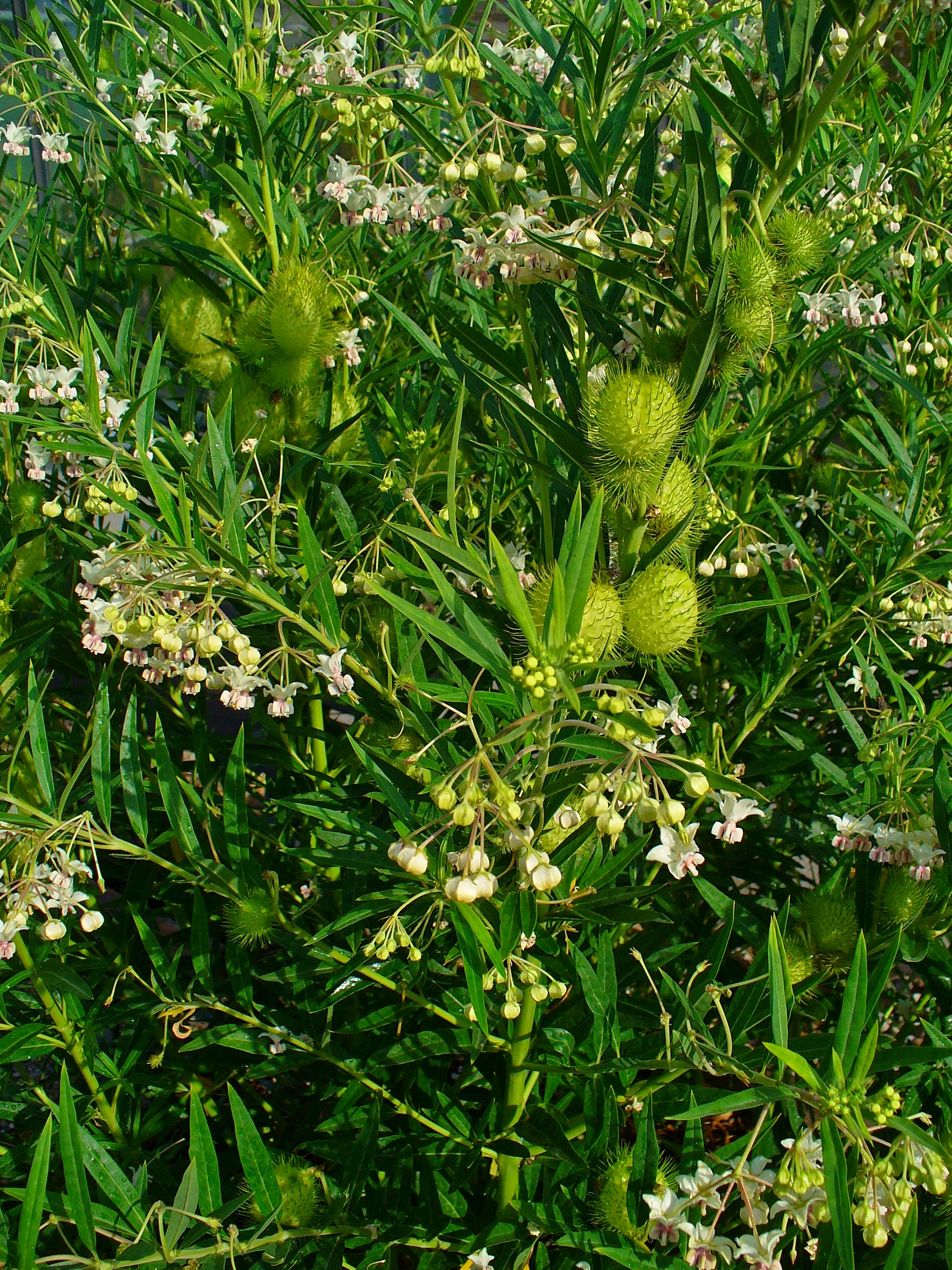
Plant met bloemen en vruchten
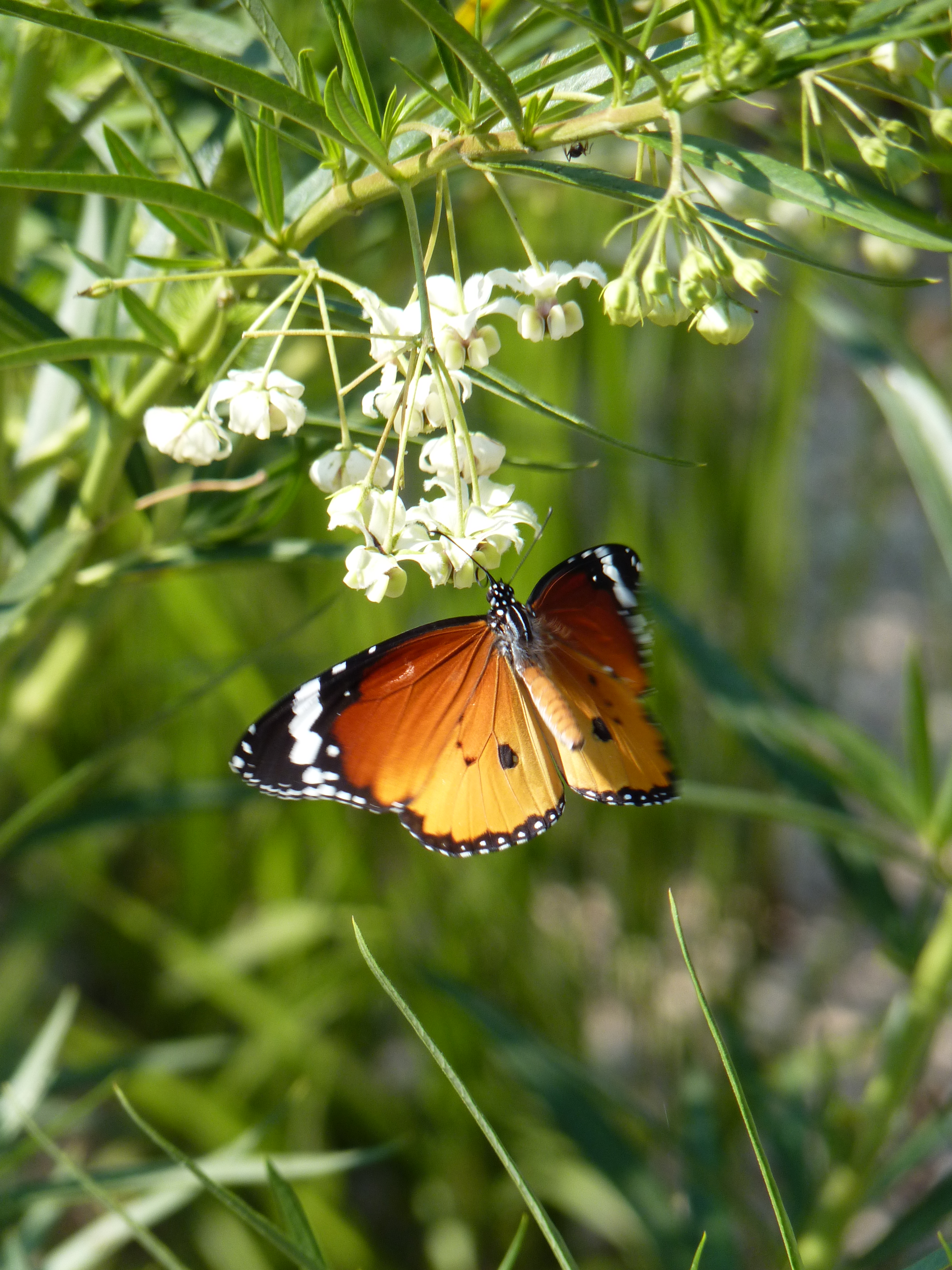
Bloemen met vlinder
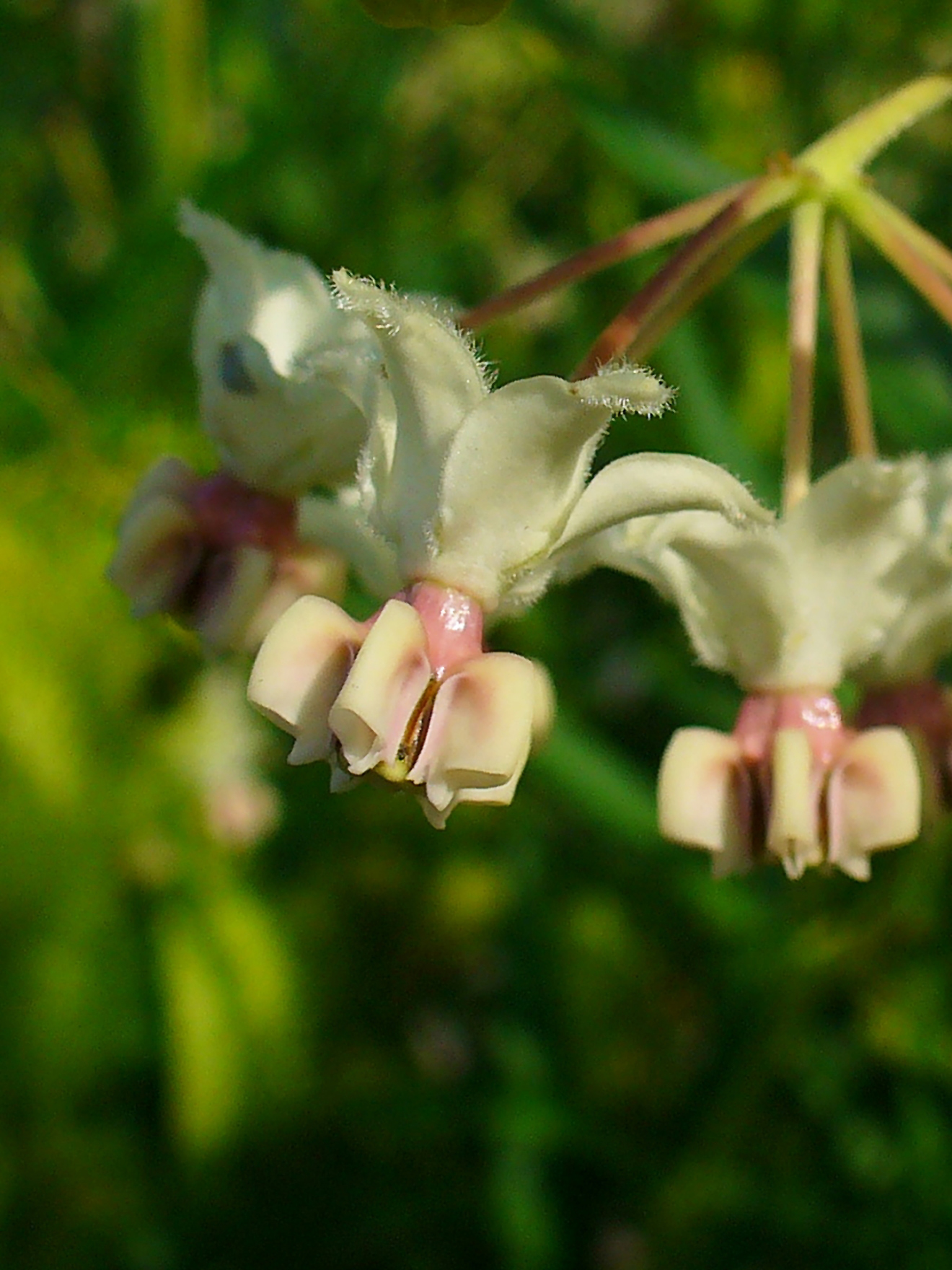
Bloem

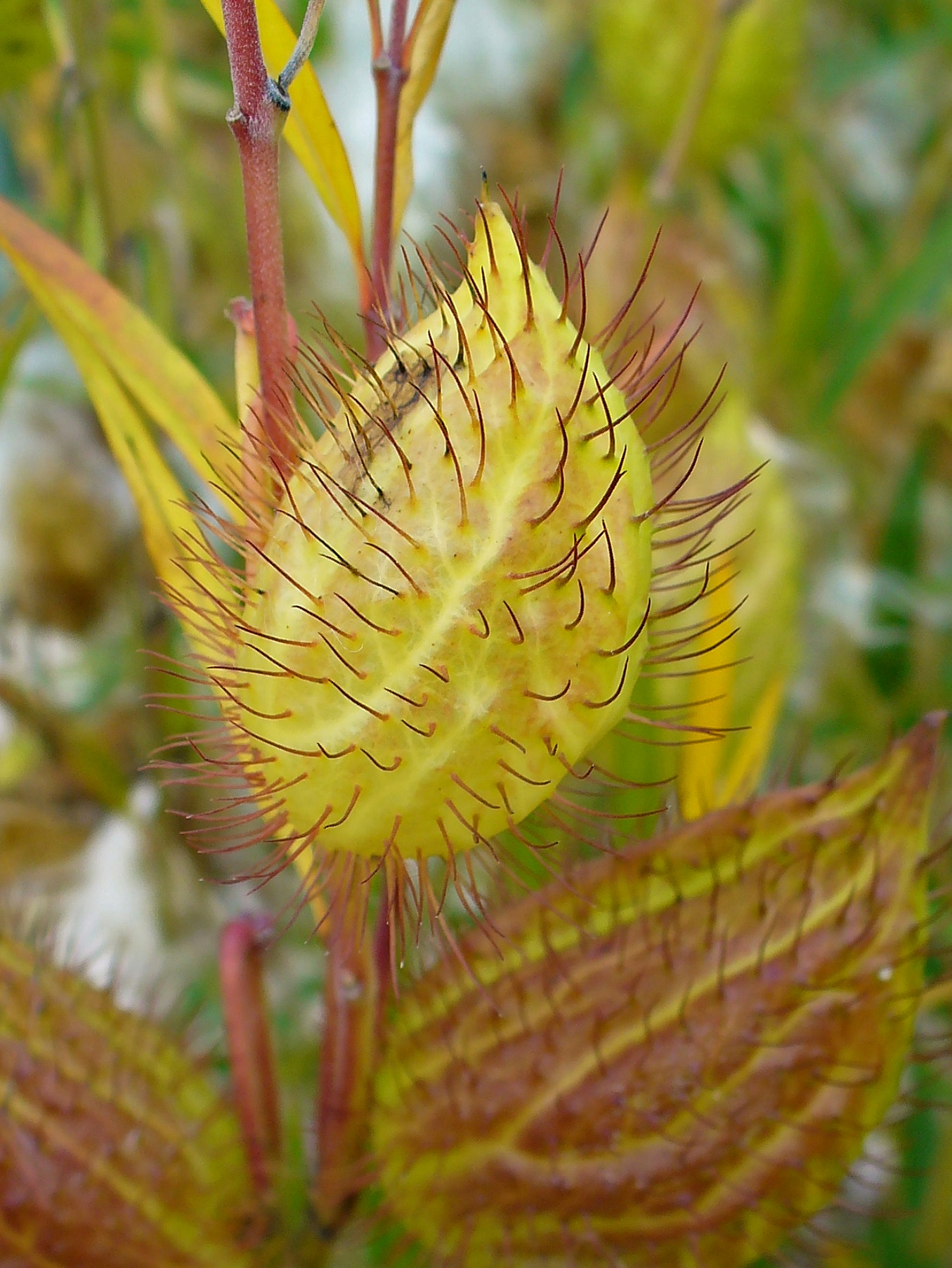
Onrijpe vruchten
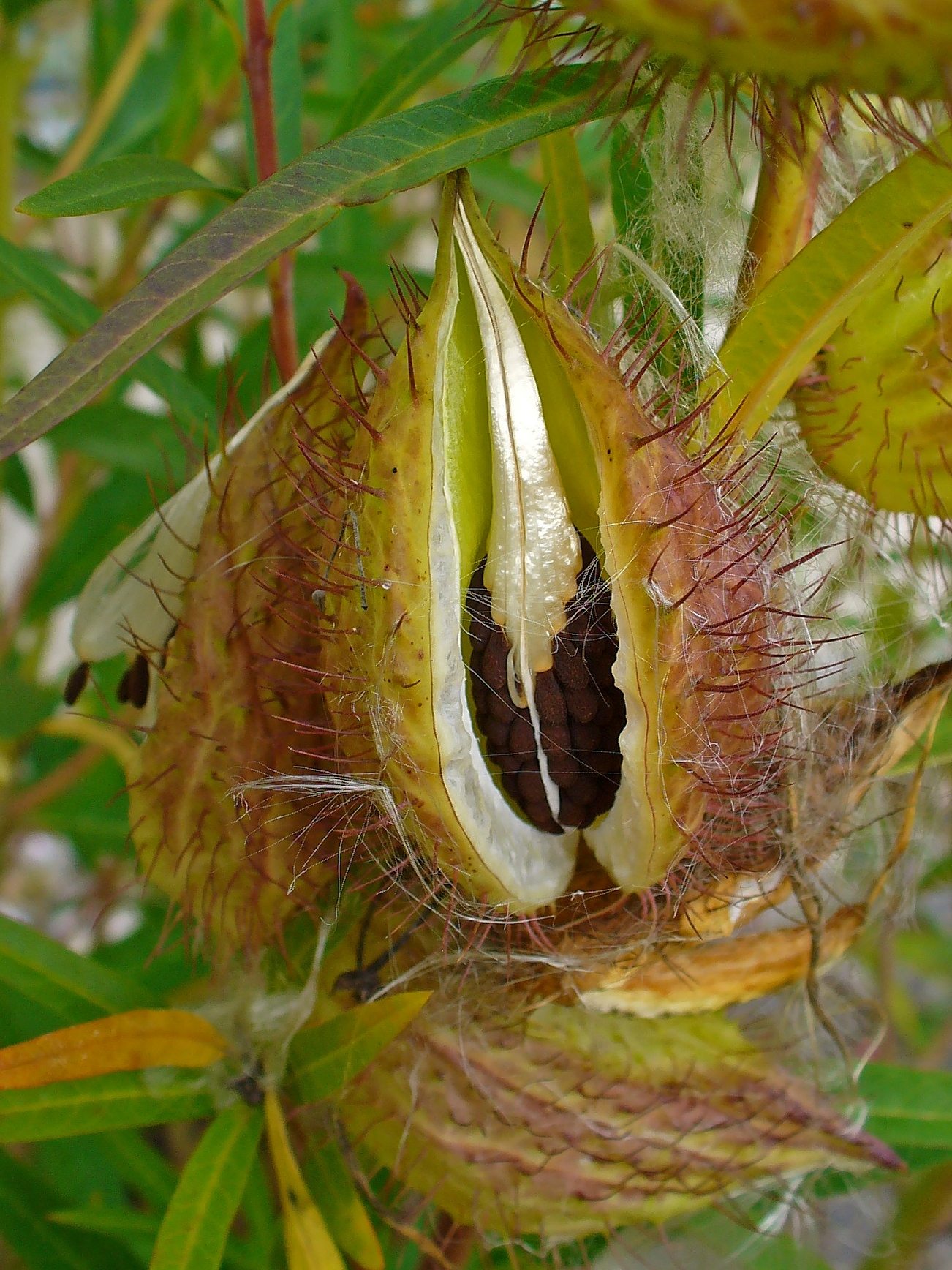
Rijpe vrucht met zaad
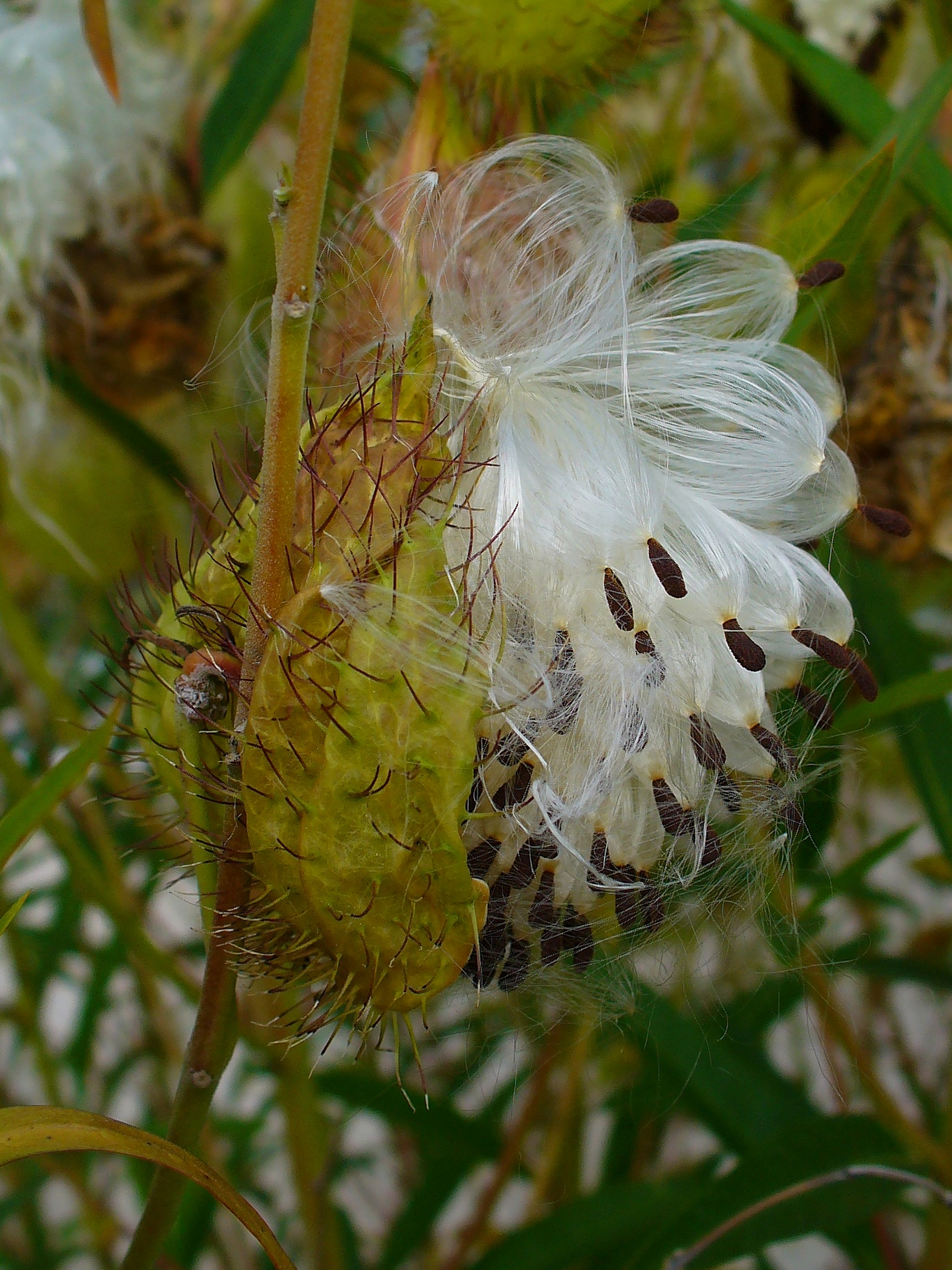
Zaad met zijdeachtig zaadpluis